# Bonaventura Bassegoda i Musté
Bonaventura Bassegoda i Musté (Barcelona, 1896 — Barcelona, 1987) fue un arquitecto español, hijo del arquitecto y escritor Bonaventura Bassegoda i Amigó. Se le ha considerado uno de los grandes especialistas en España en el uso de hormigón armado.

## Biografía
Fue catedrático y secretario perpetuo de la Escuela de Arquitectura de Barcelona. Durante la guerra civil española construyó refugios, hecho que le trajo problemas en 1939, tras el triunfo nacional. Proyectó la Escuela Garcia Fossas, en Igualada, promovida por los hermanos Garcia Fossas. En 1943 fue autor del baldaquino del altar mayor de la iglesia de Santa María de Igualada y diseñó la capilla dedicada al Sagrado Corazón de Jesús, inaugurada en 1946 en el mismo templo. En esa ciudad proyectó la Fuente de la Plaza de la Creu, construida en 1954.
Fue autor del Mercado del Guinardó, inaugurado en 1954, edificio que en 2009 el Ayuntamiento de Barcelona pretendía derribar, conservando solo la torre de entrada, y derribando la inmensa nave diáfana soportada por cinco grandes arcos de hormigón de 30 metros de luz.
Publicó diversas monografías y fue miembro de la Real Academia de Ciencias y Artes de Barcelona y comendador de la Orden de Alfonso X el Sabio. Fue padre de los también arquitectos Joan Bassegoda i Nonell y Bonaventura Bassegoda i Nonell.

## Libros publicados
- Voltes primes de formigó armat (1936)
- La bóveda catalana (1947)
- Tratamiento eléctrico de los terrenos (1950)
- Equivalencias catalanas en el léxico de la construcción (1966)
- Nuevo glosario (1976)

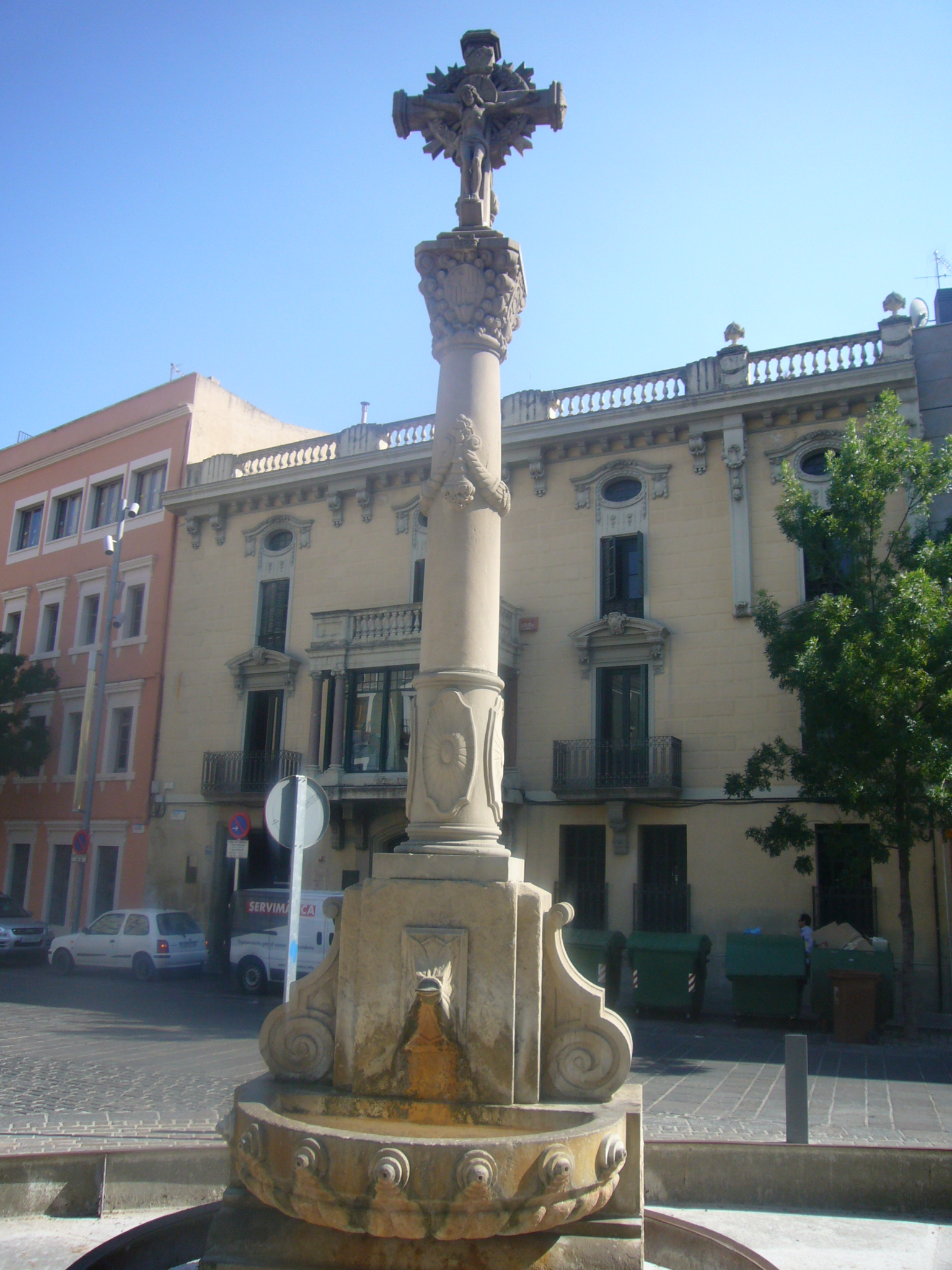
Fuente de la Plaza de la Creu (Igualada, 1954).
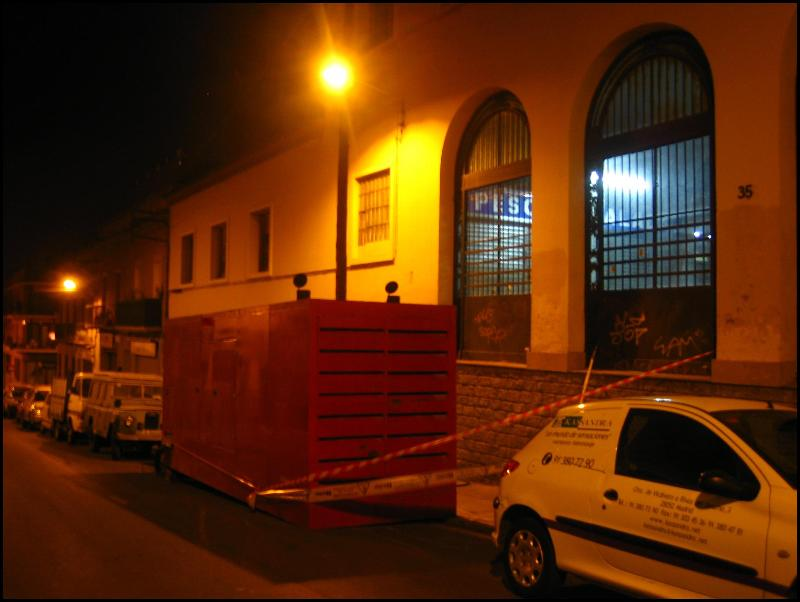
Mercado del Guinardó (1954).